# Conservatoire à rayonnement départemental d'Issy-les-Moulineaux
 (décembre 2023).

Le Conservatoire à rayonnement départemental d'Issy-les-Moulineaux, situé au 11-13 rue Danton à Issy-les-Moulineaux, est un conservatoire à rayonnement départemental. Il porte le nom Niedermeyer, en hommage à Louis Niedermeyer.
Le conservatoire comprend :
- Une école de musique, avec plus de soixante professeurs d'instruments et de formation musicale (63 professeurs et plus de 1300 élèves en 2017),
- Un auditorium.
- Une bibliothèque riche de plus de 20000 ouvrages[1].

## Anciens élèves, professeurs et directeurs
- Benoît Schlosberg (directeur actuel)
- Olivier Barli (directeur)
- Désiré Dondeyne (directeur)
- Erik Feller (professeur de la classe d’orgue de 1999 à 2014)
- Grégoire Blanc (élève)